# Lê Quang Hùng (chính khách)
Lê Quang Hùng (sinh năm 1962) là một chính khách Việt Nam. Ông từng là Ủy viên Ban cán sự Đảng, Thứ trưởng Bộ Xây dựng, nguyên Cục trưởng Cục giám định Nhà nước về chất lượng công trình xây dựng.

## Lý lịch và học vấn
Lê Quang Hùng sinh ngày 20 tháng 5 năm 1962, quê quán xã Mai Tùng, huyện Hạ Hòa, tỉnh Phú Thọ;
Ngày vào Đảng Cộng sản Việt Nam: 13/8/1988
Trình độ:
- Chuyên môn: Tiến sĩ chuyên ngành vật liệu xây dựng Đại học Xây dựng
- Chính trị: Cao cấp lý luận chính trị.

## Sự nghiệp
Từ 12/1988 - 7/1996: Nghiên cứu viên - Phòng Bê tông, Viện Khoa học Công nghệ xây dựng - Bộ Xây dựng.
Từ 8/1996 - 10/2003: Trưởng phòng Bê tông, Viện Khoa học Công nghệ xây dựng - Bộ Xây dựng.
Từ 10/2003 - 5/2008: Phó Cục trưởng Cục Giám định nhà nước về chất lượng công trình xây dựng - Bộ Xây dựng.
Từ 5/2008 - 8/2014: Cục trưởng Cục Giám định nhà nước về chất lượng công trình xây dựng - Bộ Xây dựng.
Ngày 16/8/2014, Thủ tướng Nguyễn Tấn Dũng đã ký quyết định số 1428/QĐ-TTg bổ nhiệm có thời hạn ông Lê Quang Hùng giữ chức Thứ trưởng Bộ Xây dựng.
Tháng 8 năm 2019, Thủ tướng Nguyễn Xuân Phúc bổ nhiệm lại Lê Quang Hùng giữ chức vụ Thứ trưởng Bộ Xây dựng theo Quyết định 1053/QĐ-TTg.

Từ ngày 1/12/2022, ông nghỉ hưu.